# Prionopelta undet
Prionopelta undet é uma espécie de formiga do gênero Prionopelta.